# Station Żukowice
Station Żukowice is een spoorwegstation in de Poolse plaats Żukowice.